# Alexandre I de Epiro
Moeda de Alexandre, o Molosso por volta de 334–332 a.C. À esquerda, a cabeça barbada de Zeus de Dodona, usando coroa de folhas de carvalho; à direita, raio horizontal; acima, uma ponta de lança
Alexandre I, também conhecido como Alexandre, o Molossiano (em grego clássico: Ἀλέξανδρος ὁ Μολοσσός; romaniz.: Aléxandros ho Molossós; região do Epiro, c. 370 a.C. — Pandosia, 331 a.C.) da dinastia molossiana dos eácidas, que dominava o Epiro, foi rei dos molossos de cerca de 342 a.C. até sua morte. Alexandre era irmão de Olímpia, mãe de Alexandre, o Grande.

## Biografia

### Primeiros anos; Rei do Epiro
Quando seu pai, Neoptólemo I, morreu por volta de 360 a.C., Alexandre era muito jovem para assumir o trono. Assim, seu tio Arribas tornou-se rei. Ele consolidou seu reinado estabelecendo relações estreitas com Filipe II da Macedônia. Arribas casou sua sobrinha Olímpia com o rei macedônio em 357 a.C. Com sua irmã, o jovem Alexandre também foi para a corte de Filipe.
Depois que o rei macedônio expandiu com sucesso seu poder nas décadas de 350 e 340 a.C. e se tornou o hegemônico da Grécia, ele rompeu com seu aliado epirota Arribas. Por volta de 342 a.C., Filipe II empreendeu uma breve campanha militar em Molossis, destronou Arribas e nomeou Alexandre como novo rei. As fontes antigas preservadas não relatam nada específico sobre as circunstâncias políticas internas que levaram a essa intervenção de Filipe II no Epiro.
Também há poucos registros sobre o reinado de Alexandre. A única certeza é que, além dos molossos, ele conseguiu subjugar as demais tribos epirotas e fazer com que reconhecessem sua realeza. Uma estratégia transmitida pelo escritor romano Sexto Júlio Frontino, que Alexandre utilizou durante as batalhas contra os ilírios, deve ter ocorrido no início de seu reinado. Além disso, Alexandre ajudou provavelmente o rei macedônio a estabelecer uma guarnição na Ambrácia. Em 337 a.C., ele acolheu sua irmã Olímpia, que havia se separado de Filipe II e deixado sua corte. No entanto, as relações com a Macedônia continuaram boas e, no verão de 336 a.C., Alexandre casou-se com a filha de Filipe II, Cleópatra, na capital macedônia, Aigai, por sugestão do próprio Filipe II. Durante as festividades do casamento, o rei macedônio foi assassinado por seu guarda-costas Pausânias.

### Campanha da Itália e morte
Com sua esposa Cleópatra, Alexandre teve uma filha, Cadmeia, por volta de 335 a.C., e um filho, que governou como Neoptólemo II por alguns anos como soberano do Epiro após a expulsão de Pirro (302 a.C.). Enquanto o novo governante macedônio Alexandre, o Grande, logo após assumir o poder, voltou-se para a conquista do Oriente, o rei molossiano Alexandre travou uma guerra na periferia ocidental do mundo grego, à sombra desses eventos históricos mundiais. Em 334 a.C., ele atendeu a um pedido de ajuda da colônia grega de Tarento, no sul da Itália, que estava sendo ameaçada pelos lucanos, brúcios e messápios. Os gregos do sul da Itália frequentemente contratavam mercenários de sua terra natal para obter apoio militar; assim, em 338 a.C., o rei espartano Arquídamo III morreu durante uma expedição de ajuda a Tarento. O historiador romano Tito Lívio relata ainda que Alexandre do Epiro se apressou em ir para a Itália como líder mercenário de Tarento porque o oráculo de Dodona lhe havia profetizado que ele morreria em Pandosia, nas margens do rio Aqueronte. Há uma cidade e um rio com esse nome no sul do Epiro, e o rei queria se afastar o máximo possível deles.
Após desembarcar no sul da Itália, Alexandre lutou com sucesso contra os povos que ameaçavam Tarento. Ele conquistou Heracleia, uma colônia de Tarento que havia sido ocupada por tribos italianas; ele invadiu Siponto e também ocupou Cosença e Terina. Posteriormente, outras cidades dos lucanos e messápios caíram em suas mãos. Além disso, enviou 300 nobres itálicos como reféns para Epiro. Entretanto, entrou em conflito com os gregos de Tarento. Incorporou cerca de 200 lucanos expulsos ao seu exército como guarda-costas e parece que queria adquirir um império no sul da Itália por conta própria. Planejava transferir a sede do parlamento dos gregos do sul da Itália de Heracleia para a cidade aliada de Túrio. Ele também firmou uma aliança com Metaponto. Em 332 ou 331 a.C., Alexandre negociou com os romanos uma aliança contra os samnitas. Mas essa aliança, se é que chegou a ser firmada, perdeu sua eficácia prática devido à morte prematura de Alexandre no inverno de 331/330 a.C. Naquela época, ele havia posicionado suas forças armadas em três colinas próximas à cidade brútea de Pandosia. Devido às chuvas persistentes, a planície abaixo das colinas estava praticamente intransitável, de modo que as três divisões do exército não conseguiam se comunicar entre si. Quando os lucanos e os brúcios atacaram o contingente militar comandado pessoalmente pelo soberano molosso, ele lutou com suas tropas através das fileiras inimigas e matou o líder lucano em combate corpo a corpo. Mas os lucanos exilados que estavam com ele negociaram com seus compatriotas atacantes sua entrega em troca da garantia de que poderiam retornar em segurança. Quando Alexandre tentou escapar com muitos de seus homens por um pequeno rio, foi morto por um lucano exilado com um lançamento de lança. Segundo Lívio, isso cumpriu a profecia mencionada, pois o rio que Alexandre atravessou também se chamava Aqueronte; o rei epirótico teria, portanto, erroneamente referido a profecia do oráculo de Dodona ao rio de mesmo nome na Grécia ocidental. Segundo o historiador grego Teopompo, Alexandre teria morrido na cidade lucana de Mardonia ou Mandonia, mas é provável que se trate de uma corruptela de Pandosia.
O cadáver de Alexandre foi mutilado pelos lucanos e cortado em duas partes. Uma mulher conseguiu a entrega dos restos mortais do rei epirótico. Ela mandou cremar e enterrar uma parte do cadáver em Consentia e enviou os ossos de Alexandre para sua viúva Cleópatra e sua mãe Olímpia, no Epiro. Com essa atitude piedosa, ela esperava libertar seu marido e seus filhos, que haviam sido capturados pelas tropas de Alexandre. Algumas moedas de prata e ouro cunhadas por Alexandre com a imagem de Zeus foram preservadas.

## Sucessão
Ele deixou um filho Neoptólemo, e uma filha, Cadmea.
Após a morte de Alexandre I entre os lucanos, Olímpia, com medo de Antípatro, retornou a Epiro; Eácides, filho de Arribas, manteve sua aliança com Olímpia e lutou contra os macedônios, cujo rei nominal era Filipe Arrideu.
Seu filho, Neoptólemo II, governou conjuntamente com Pirro, porém foi assassinado por Pirro quando planejava envenená-lo.